# Відеопіратство
Відеопіратство - незаконне копіювання та розповсюдження захищеного авторським правом примірника аудіовізуального твору (відеопродукції), вид порушення авторського права.
Розповсюдження копій фільмів або телепередач на дисках, касетах та шляхом копіювання через комп'ютерні мережі. Може здійснюватись як із ціллю отримання прибутку (продаж контрафактної продукції у магазинах, або з рук), так і без (розповсюдження копій фільмів через локальні комп'ютерні мережі або інтернет, обмін дисками із друзями). Комерційна продукція такого роду відрізняється тим, що вона може з'явитися ще до офіційного виходу фільму у прокат (відомі випадки, коли у продажу з'являлись недороблені робочі версії фільмів, вкрадені у знімального гурту). Якість запису може досить вагомо поступатися ліцензійному, бо «пірати», керуючись бажанням якнайскоріше випустити фільм у продаж, випускають його «екранну» копію, що знята камерою прямо у залі кінотеатру. Зрозуміло, що якість такої копії набагато нижча за якість ліцензійної.

## Типи відеофайлів
Таблиця найбільш часто зустрічаються типів відеофайлів. Оперативність вказується стосовно до кінофільмів; для телепередач, спорту, концертів і серіалів вибір джерел менший.
| Назва | Абревіатури                                             | Спосіб отримання                                                                   | Якість                                         | Оперативність                                   |
| --- | ------------------------------------------------------- | ---------------------------------------------------------------------------------- | ---------------------------------------------- | ----------------------------------------------- |
| Екранка | "CAM" "CAMRip"                                          | Знімання глядачем у залі кінотеатру                                                | Вкрай низька якість звуку і відео              | Під час прокату                                 |
| Так звана «екранка», «ганчірка» або «зальник». Людина проносить в кінотеатр відеокамеру (часто за домовленістю з працівниками кінотеатру) і знімає фільм. Джерелом звуку є вбудований мікрофон камери. Зазвичай оператор вибирає для знімання екранок найвіддаленіші місця залу. Відеокамера часто, крім фільму, знімає голови глядачів і шуми кінотеатру. Якість екранки залежить від уміння оператора тримати камеру, наявності штатива і застосованого кодека. Іноді помилково позначають як Screen (SCR). Зазвичай найгірша і найперша якість, яку можна знайти після офіційного релізу фільму.  |                                                         |                                                                                    |                                                |                                                 |
| TeleSync | "TS" "TeleSync"                                         | Знімання в порожньому залі кінотеатру камерою (як правило, професійної) на штативі | Якість відео низька, звук залежить від джерела | Під час прокату                                 |
| Копія, яка була знята в кінотеатрі на камеру, встановлену на штативі (часто застосовується професійна камера з проєкційної будки). Звук іноді записується зі спеціального джерела (наприклад, FM-аудіо). Якість перевершує звичайну «екранку» - особливо звук, який повністю позбавлений властивих екранці шумів і реверберації. Назва "TeleSync" передбачає синхронізацію грейфера кінопроєктора з електронним «затвором» камери - втім, зараз це робиться нечасто. |                                                         |                                                                                    |                                                |                                                 |
| TVRip | "Dvdrip "SATRip"                                        | Запис з телевізійного потоку                                                       | Середня                                        | Після показу на ТВ                              |
| Зазвичай джерело сигналу - кабельне телебачення, у разі SATRip - супутник. Досить хорошу якість, але невелика роздільна здатність. Для фільмів не вживається, зате практично єдиний спосіб отримати телепередачу. Часто використовується для запису рідкісних мультсеріалів, які не виходили на DVD. |                                                         |                                                                                    |                                                |                                                 |
| PDTV | "PDTV" "PDTVRip"                                        | Запис з телевізійного потоку                                                       | Гарна                                          | Після показу по ТВ                              |
| Робоча (проміжна) версія | "WP" "WORKPRINT"                                        | «Видання» копії співробітниками кінокомпанії                                       | Середня                                        | До прем'єри фільму                              |
| Витік проміжної версії фільму кіностудії. Найбільш оперативне джерело, але не хизується найкращою якістю. Проміжна версія може відрізнятися від остаточної - можуть бути відсутні і зайві сцени, не прибрані ляпи. На екрані завжди є службовий таймер для подальшого монтажу. Втім, це джерело цікаве тим, що може відображати режисерський погляд на фільм. |                                                         |                                                                                    |                                                |                                                 |
| Промо-версія | "SCR" "SCREENER" "DVDSCR" "DVD-SCREENER" "VHS-SCREENER" | Публікування копії працівниками, що організують показ                              | Гарна                                          | До прем'єри фільму, або під час прокату         |
| Витік промо-копій фільму, які лунають критикам і іншим людям, пов'язаним з відеоіндустрією. В таких фільмах є велика кількість титрів, що попереджають про те, що «поширення заборонене, якщо купив цей фільм, телефонуй за номером XXX». Деякі частини фільму можуть бути чорно-білими. Якість зображення залежить від джерела (VHS, DVD і т. д.) і, як правило, гірше звичайних DVD. |                                                         |                                                                                    |                                                |                                                 |
| Telecine | "TC" "TELECINE                                          | Знімання плівки співробітниками кінотеатру                                         | Гарна                                          | Під час прокату                                 |
| Знімання плівки робиться працівниками кінотеатрів з допомогою телекінодатчика - дорогого і громіздкого обладнання. До епохи DVD ця технологія давала найкращу доступну якість відео. Тепер знімання плівки стрімко втрачає популярність - досить трохи почекати (зазвичай проходить кілька тижнів), і отримаєш якісний DVD- або HDTV-rip. Чистота в апаратній дотримуються не завжди, і на відзнятому відео можуть бути сліди пилу. При неправильному налаштуванні телекінодатчика зображення може рухатися з боку в бік.                                                                            |                                                         |                                                                                    |                                                |                                                 |
| PPVRip | "PPVRip" "PPV"                                          | Телевізор в номері готелю                                                          | Гарна                                          | Під час прокату                                 |
| Pay-Per-View - відео, яке було зроблено в номерах готелю, джерелом є телевізор в номері готелю, запис здійснено на PVR DVD-рекордер. На відміну від SCREENER (SCR) або VHS-SCREENER (VHSScr) відеоряд не «зіпсований» водяними знаками, попереджувальними написами і чорно-білими вставками («пропадає кольоровістю»). |                                                         |                                                                                    |                                                |                                                 |
| VHSRip | "VHSRip"                                                | Відеокасета VHS                                                                    | Низька, середня                                | Застарілий носій (Відеомагнітофон)              |
| Зазвичай VHSRip робиться, коли просто немає більш якісного джерела. Часто це бувають серіали, які демонструвалися у 80-90-х і не перевидавалися офіційно на інших носіях (а також давно не повторювалися по світовому ТБ), документальні фільми, телепередачі, і рідкісні ТВ-заставки. Іноді і відеофільми, попередньо записані на касетах, які не випускалися на DVD, Також можуть бути вирізані сцени яке з якихось причин не включені в DVD-версію. Якість такого матеріалу зазвичай дуже низька; робиться це від безвиході ситуації (коли більш високої якості у вільному доступі просто немає). |                                                         |                                                                                    |                                                |                                                 |
| LaserDisc-RIP | "LDRip"                                                 | Лазерний диск                                                                      | Гарна                                          | Застарілий носій                                |
| Рип лазерного відео диска, може бути як кращим, так і дещо гіршим за якістю, ніж DVDRip. |                                                         |                                                                                    |                                                |                                                 |
| VideoCD-RIP | "VCDRip"                                                | Компакт-диск                                                                       | Гарна                                          | Застарілий носій                                |
| Рип з компакт-диска Video CD. |                                                         |                                                                                    |                                                |                                                 |
| DVDRip | "DVDRip"                                                | DVD-диск                                                                           | Гарна                                          | Після виходу або витоку DVD-диска               |
| DVD-фільм, для економії розміру перетиснений іншим кодеком. Майже завжди має розширення «.avi». Найбільш часто зустрічаються рипи розміром 1,4Гб (2 компакт-диска). Роздільна також може бути нижче: зазвичай, WideScreen-фільми стискають до 720x400. |                                                         |                                                                                    |                                                |                                                 |
| DVD | "DVD-5 DVD-9"                                           | DVD-диск                                                                           | Дуже гарна                                     | Після виходу або витоку DVD-диска               |
| Образ диска із збереженням оригінальної структури. DVD-5 - одношаровий, DVD-9 - двошаровий. |                                                         |                                                                                    |                                                |                                                 |
| WEB-DL | "WEB-DLRip WEBDL"                                       | Інтернет магазин цифрового контенту                                                | Від хорошої до найкращої                       | Після появи цифрової копії в інтернет магазинах |
| Це трансляція через Інтернет у покращеній якості порівняно з HDTV. Немає ні логотипів, ні реклами. Джерелами є різні платні сервіси, такі як iTunes. За якістю лише трохи поступається Blu-Ray-якості. Спочатку цифрові або професійно перекодовані копії, зазвичай мають роздільну здатність сумірну з DVD-rip, або 720pi HD-DVD/Blu-Ray. |                                                         |                                                                                    |                                                |                                                 |
| HDTV-Rip | "HDTVRip"                                               | HDTV трансляція                                                                    | Гарна                                          | Після показу на ТВЧ каналі                      |
| Рип трансляції з HDTV-каналу. Висока роздільна здатність, але може бути логотип каналу. Якість залежить від каналу. |                                                         |                                                                                    |                                                |                                                 |
| HDDVDRip | "HDDVDRip"                                              | HD DVD диск                                                                        | Відмінна                                       | Застарілий носій                                |
| Рип HD DVD диска |                                                         |                                                                                    |                                                |                                                 |
| BDRip | "BDRip" "BRRip"                                         | Blu-ray диск                                                                       | Найкраща                                       | Після виходу на Blu-ray                         |
| Рип Blu-ray диска |                                                         |                                                                                    |                                                |                                                 |
| Remux | "Remux BDremux HDDVDremux"                              | HD DVD або Blu-ray диск                                                            | Найкраща                                       | Після виходу на Blu-ray або HD DVD              |
| Конвертований в контейнер mkv (Matroska) HD DVD або Blu-ray без будь-якого стиску, але з вирізаними додатковими матеріалами, непотрібними звуковими доріжками і субтитрами. |                                                         |                                                                                    |                                                |                                                 |
| HD disc,Blu-Ray disc | "HDdisc", "Blu-Ray disc"                                | HD DVD або Blu-ray диск                                                            | Найкраща                                       | Після виходу на Blu-ray або HD DVD              |
| Образ HD DVD або Blu-ray диска з повним збереженням внутрішньої структури. |                                                         |                                                                                    |                                                |                                                 |

### Розміри екрана
- Fullscreen (FS) - 4:3
- Widescreen (WS) - 16:9 і ширше.
- Pan and Scan - широкоформатне відео, перетворене в 4:3 обрізанням кадру (при цьому кадр може переміщатися і/або масштабуватися).

### Роздільна здатність відео
- Mobile - Відео для мобільних пристроїв; як правило, роздільна здатність складає від 320×240 до 640×480.
- SD - ""'S"'tandard "'D'efinition" Відео стандартного дозволу, 525-625 рядків.
- HD - ""'H"'високу "'D'efinition" Роздільна здатність відео відповідає телебачення високої чіткості.
- HD-720 від 1280x528 до 1280x720, іноді і весь спектр роздільностей WXGA.
- HD-1080 від 1920x800 до 1920x1080.

""'i""' - (Interlace) Черезрядкова розгортка. 

""'p""' - (Progressive) Прогресивна розгортка.

### Різне
- Line dubbed - на якісне відео накладена аудіодоріжка з кінотеатру (навушники для слабочуючих або FM-радіо в автомобільному кінотеатрі).
- Mic dubbed - на якісне відео накладена аудіодоріжка, записана мікрофоном у кінотеатрі.
- Proper - покращений реліз, зроблений через погану якість попереднього.
- Limited - версія фільму, що показувалася в невеликій (до 500) кількості кінотеатрів.
- Special Edition (SE) - спеціальна версія фільму.
- Watermarked - в кутку емблема кінотеатру або релізера.

## Стандарти якості
Як і інші типи «піратства», відеопіратство має свої негласні стандарти:
- дотримуватися правил іменування;
- дати повний опис фільму за особливим шаблоном;
- правдиво вказувати джерело відео;
- дотримуватися стандартів якості. Заборонені надмірно великі файли для низькоякісного відео (тут треба розуміти, що сильно зашумлене відео неможливо якісно і сильно стиснути, тому рідкісні зашумлені старі записи спеціально сильно не стискають), невірний розмір кадру, некоректний деінтерлейсинг тощо;
- прив'язуватися до типовим розмірам носія даних (CD, DVD, BD або частки носія 1/2 DVD, 1/3 DVD тощо);
- стискати відео найкращим (в межах здорового глузду) кодеком.

На немодерованих ресурсах часто викладають фільми, що не відповідають цим правилам (наприклад, рип записаної на DVD «екранки» під виглядом справжнього DVD-rip'а); «серйозні» варез-групи не дозволяють собі такого (яскравий приклад, торент-трекер Toloka.to).
Прийнятна якість пережиму для рипа 1.5 - 2 годинного фільму:
- екранка - 700 Мб (1 CD)
- DVD - не менше 1.3 Гб (2 CD)
- HD-720 - не менше 4 Гб (1 DVD-5)
- HD-1080 - не менше 8 Гб (1 DVD-9)

В цілому, піратські стандарти якості дуже високі; на думку деяких, «роздрібним продавцям є чому повчитися у піратів».